# 浙江大学农业技术推广中心
浙江大学农业技术推广中心是浙江大学农业生命环境学部的一个直属单位，成立于2006年。浙大专任教师从事农业推广工作，有利于及时解决农业生产中的新问题，实现科研、推广、生产的统一和协调发展。

## 概况
推广中心的老师来自于各类涉农学科，包括果蔬、茶学、微生物、食品加工、动物（水产）、植物营养、昆虫、土壤农化及生物化学等，其中教授、副教授分别占40%和50%。
目前中心拥有使用农业技术成果200多项，其中不少成果已为许多地区的农业发展做出了显著贡献，例如优质瓜果新品种、农产品加工与储藏技术、糖尿病和减肥功能稻米、天然产物提取应用技术等成果。

## 推广部门
中心设以下推广部门：
- 5个农业学科推广部：农业生物技术、植物生产与育种技术、动物生产与育种技术、农产品贮藏加工与装备技术、农业资源与环境
- 2个涉农学科推广部：信息农业、生物质能源